# Lachnum sulphureum
Lachnum sulphureum är en svampart som beskrevs av P. Karst. 1871. Lachnum sulphureum ingår i släktet Lachnum och familjen Hyaloscyphaceae.   Inga underarter finns listade i Catalogue of Life.